# Шапарівка (зупинний пункт)
Шапарі́вка — пасажирський залізничний зупинний пункт Куп'янської дирекції Південної залізниці.
Розташований поблизу села Степова Новоселівка, Куп'янський район, Харківської області на лінії Куп'янськ-Вузловий — Красноріченська між станціями Кислівка (3 км) та Курилівка (11 км).
Не зважаючи на військову агресію Росії на сході Україні, транспортне сполучення не припинене, щодоби дві пари приміських поїздів здійснюють перевезення за маршрутом Сватове — Куп'янськ-Вузловий.